# Копренски водопад
 Тази статия е за водопадът от сръбска страна под връх Копрен.  За водопадите от българска страна под върха вижте Копренски водопади.  
Копренският водопад е вторият по височина водопад в Сърбия. Намира се на Стара планина под връх Копрен в югоизточна Сърбия, община Пирот. Височината му е 103,5 метра, а надморската му височина е 1820 метра. В периода 16 юни 2011 г. (когато е измерен) и 9 юни 2012 г. (когато е измерен Калугерския водопад), той се счита за най-високия водопад в Сърбия.